# كارلوس كازورلا
كارلوس كازورلا (بالإسبانية: Carlos Cazorla) مواليد 07 ديسمبر 1977، هو لاعب كرة سلة إسباني سابق بدأ مسيرته الاحترافية في سنة 1993. يبلغ طوله 6 قدم 5.5 بوصة (2.0 م). اعتزل اللعب في 2011.

## روابط خارجية
- كارلوس كازورلا على موقع الدوري الإسباني لكرة السلة (الإسبانية)
- كارلوس كازورلا على موقع كرة السلة الأوروبية.كوم (الإنجليزية)
- كارلوس كازورلا على موقع ريلجم (الإنجليزية)
- كارلوس كازورلا على موقع بروبوليرز (الإنجليزية)
- كارلوس كازورلا على موقع سبورتس رفرنس (الإنجليزية)